# Edith Noeding
Edith Renate Anita Noeding Koltermann (* 3. November 1954 in Lobitos, Piura, Peru) ist eine ehemalige peruanische Leichtathletin, die im 100-Meter-Hürdenlauf und im Fünfkampf erfolgreich war. 1975 siegte sie bei den Panamerikanischen Spielen auf der Hürdenstrecke.
Bei den Südamerikameisterschaften 1971 gewann sie einen Monat vor ihrem 17. Geburtstag drei Medaillen. Mit 5,58 m belegte sie den dritten Platz im Weitsprung, mit 80 Punkten Rückstand auf die Brasilianerin Aída dos Santos erhielt sie Silber im Fünfkampf und mit der 4-mal-100-Meter-Staffel erreichte sie ebenfalls den zweiten Platz. Im Jahr darauf belegte sie im Fünfkampf den 24. Platz bei den Olympischen Spielen 1972 in München. Bei den Südamerikameisterschaften 1974 gewann sie die Titel im 100-Meter-Hürdenlauf und im Siebenkampf; mit 1,65 m erhielt sie Silber im Hochsprung, mit 5,91 m Bronze im Weitsprung und mit der Staffel gewann sie erneut die Silbermedaille.
Die Panamerikanischen Spiele 1975 in Mexiko-Stadt ermöglichten durch die Höhenlage Leistungssteigerungen in den Schnellkraftdisziplinen. Edith Noeding steigerte ihre Bestzeit im 100-Meter-Hürdenlauf auf 13,56 s und gewann den Titel vor der US-Amerikanerin Deby laPlante in 13,68 s. Ihre letzte große internationale Medaille gewann Edith Noeding bei den Südamerikameisterschaften 1977, als sie noch einmal den 100-Meter-Hürdenlauf gewinnen konnte.
Bei einer Körpergröße von 1,70 m betrug ihr Wettkampfgewicht 58 kg.